# Grand Hotel (serie de televisión)
Grand Hotel es una serie de televisión estadounidense de drama creada por Brian Tanen, basada en la serie de televisión española Gran Hotel creada por Ramón Campos y Gema R. Neira. Fue estrenada el 17 de junio de 2019 por ABC, y está protagonizada por Demián Bichir, Roselyn Sánchez, Denyse Tontz, Bryan Craig, Wendy Raquel Robinson, Lincoln Younes, Shalim Ortiz, Anne Winters, Feliz Ramirez, y Justina Adorno.
ABC canceló la serie el 1 de octubre de 2019 después de una temporada.

## Sinopsis
Grand Hotel se lleva a cabo en «el hotel de la familia Mendoza y de los ricos huéspedes que se deleitan con el lujo, pero los escándalos, el aumento de la deuda y los secretos explosivos se esconden bajo el exterior perfecto».

## Elenco y personajes

### Principales
- Demian Bichir como Santiago Mendoza
- Roselyn Sánchez como Gigi Mendoza
- Denyse Tontz como Alicia Mendoza
- Bryan Craig como Javi Mendoza
- Wendy Raquel Robinson como Helen Parker
- Lincoln Younes como Danny
- Shalim Ortiz como Mateo
- Anne Winters como Ingrid
- Chris Warren como Jason Parker
- Feliz Ramirez como Carolina
- Justina Adorno como Yoli

### Recurrentes
- Jencarlos Canela como El Rey
- John Marshall Jones como Malcolm Parker
- Richard Burgi como Michael Finn
- Adrian Pasdar como Felix
- Katey Sagal como Teresa
- Freddie Stroma como Oliver
- Ken Kirby como Byron

## Episodios
| N.º | Título                          | Dirigido por        | Escrito por           | Fecha de emisión original | Audiencia (millones) |
| --- | ------------------------------- | ------------------- | --------------------- | ------------------------- | -------------------- |
| 1 | «Pilot»                         | Ken Olin            | Guión de: Brian Tanen | 17 de junio de 2019       | 3.69                 |
| Durante un huracán, la Chef de estación Sky del Riviera Grand Hotel es secuestrada después de discutir con Gigi. Un mes más tarde, Gigi y Santiago revelan que están vendiendo el hotel a inversionistas chinos, lo que molesta a los hijos de Santiago, Alicia y Javi. El nuevo camarero Danny comienza su entrenamiento bajo la dirección de Jason, hijo de la directora del hotel Helen Parker. Más tarde esa noche, Danny habla con Alicia y se le ocurre la idea de que el famoso rapero El Rey se mude para atraer nuevos clientes. Sin embargo, ella lo sorprende haciendo trampas con su hermanastra comprometida, Carolina. El gerente del hotel Mateo se entera de que embarazó a Ingrid, una sirvienta, e insiste en abortar. Gigi intenta comprar el silencio de Alicia, así que le revela la aventura de Carolina a su prometido. Ataca a El Rey, pero Danny rompe el altercado, y Yoli está devastada ya que a El Rey le gustaba más que Carolina. Ingrid le miente a Javi que el niño es suyo, ya que olvida a la mayoría de las mujeres con las que se acuesta. Danny admite que eso fabricó su currículum, pero Helen lo deja quedarse después de impresionar a Santiago. El Rey está de acuerdo con el plan de Alicia, mientras que Danny, el hermano secreto de Sky, investiga encubiertamente su desaparición. Santiago se reúne con Mateo, quien le recuerda a quién le debe dinero. |                                 |                     |                       |                           |                      |
| 2 | «Smokeshow»                     | Ron Underwood       | Brian Tanen           | 24 de junio de 2019       | 3.16                 |
| Danny intenta acceder al casillero de Sky, pero Helen lo vacía primero. Alicia propone su plan a Santiago, quien inicialmente quiere que El Rey se vaya; pero como Mateo requiere $500,000 para extender su préstamo, él lo aprueba. Helen despide a Ingrid después de verla durmiendo en el trabajo, así que Ingrid le pide ayuda a Javi; Mateo se entera de esto y se enfrenta a ella. Gigi le explica a Carolina que hace que su hermana se sienta invisible, lo que hace que Carolina le pida a El Rey que conozca a Yoli. Preparando el escenario, una Alicia sobrecargada de trabajo es ayudada por Danny, quien aprovecha la oportunidad para robar su tarjeta de identificación. Durante el programa, Danny recibe las cosas de Sky, encontrando una llave y un clip de noticias sobre la muerte de Beatriz Mendoza. El Rey accidentalmente inicia un incendio; Jason encuentra a Danny justo cuando suena la alarma de incendio. El incendio desanima a Alicia, hasta que Santiago expresa lo bien que se vincularon mientras planificaban, y Gigi hace girar la narrativa para anunciar la residencia de El Rey, lo que provoca un aumento de las reservas. Danny le explica a Jason sobre Sky, pidiendo ayuda; Danny «encuentra» la tarjeta de Alicia y la devuelve. Yoli intenta perdonar a Carolina, pero está demasiado concentrada en Danny en la cena familiar. Santiago hace a Gigi Vicepresidenta de relaciones públicas, y luego le paga a Mateo, quien más tarde encuentra la etiqueta con el nombre de Sky en una caja en su oficina. |                                 |                     |                       |                           |                      |
| 3 | «Curveball»                     | Eva Longoria Bastón | Bob Daily             | 1 de julio de 2019        | 2.96                 |
| Danny descubre que Ingrid está conduciendo el auto de Sky, hasta que Jason le dice que fueron compañeros de cuarto e invita a Ingrid a la hora feliz para interrogarla. Cuando Javi trata de ayudar a asegurar una nueva clientela prometedora para el hotel, le trae recuerdos desagradables a Santiago. Gigi, furiosa con los gastos excesivos de Alicia para satisfacer todos los caprichos de El Rey, insiste en que apruebe cualquier gasto nuevo. Mateo encuentra una carta en su oficina, y ve a un hombre misterioso fuera de su oficina. Gigi suspende a Alicia por desafiarla y le quita las comodidades a El Rey. Jason y Danny encuentran la tarjeta de crédito de Sky en el bolso de Ingrid, y ella confiesa que mantiene todas sus cosas fuera del sentimentalismo. Mateo se enfrenta al «chantajista», pero resulta ser un hombre gay que busca proponerle matrimonio. Javi consigue clientes, pero cuando Santiago los oye burlarse de su hijo, los echa. Danny se lleva a regañadientes a una Carolina borracha de vuelta al hotel, dejando a Jason para que escolte a Ingrid a su casa; un intruso lo noquea y se escapa. El Rey amenaza con irse, así que Gigi y Alicia traen a su madre al hotel para avergonzarlo y que se comporte. Javi le cuenta a Santiago sobre el embarazo de Ingrid. Helen le recuerda a Gigi que Alicia nunca debe saber la verdad sobre su madre. |                                 |                     |                       |                           |                      |
| 4 | «The Big Sickout»               | Bill D'Elia         | Curtis Kheel          | 8 de julio de 2019        | 2.77                 |
| 5 | «You've Got Blackmail»          | Marisol Adler       | Davah Avena           | 15 de julio de 2019       | 2.90                 |
| 6 | «Love Thy Neighbor»             | Eva Longoria Bastón | Geoffrey Nauffts      | 22 de julio de 2019       | 2.73                 |
| 7 | «Where the Sun Don't Shine»     | David Grossman      | Sara Saedi            | 29 de julio de 2019       | 2.95                 |
| 8 | «Long Night's Journey Into Day» | Ellen S. Pressman   | Nicki Renna           | 5 de agosto de 2019       | 2.53                 |
| 9 | «Groom Service»                 | Elodie Keene        | Desta Tedros Reff     | 12 de agosto de 2019      | 2.38                 |
| 10 | «Suite Little Lies»             | John Terlesky       | Danny Fernandez       | 19 de agosto de 2019      | 2.39                 |
| 11 | «Art of Darkness»               | Nicole Rubio        | Bob Daily             | 26 de agosto de 2019      | 2.48                 |
| 12 | «Dear Santiago»                 | Barbara Brown       | Curtis Kheel          | 2 de septiembre de 2019   | 2.24                 |
| 13 | «A Perfect Storm»               | Bill D'Elia         | Brian Tanen           | 9 de septiembre de 2019   | 2.17                 |

## Producción

### Desarrollo
El 21 de noviembre de 2017, se anunció que ABC estaba desarrollando una adaptación estadounidense de la serie española Gran Hotel, y el guion del piloto sería escrito por Brian Tanen, quien también fue seleccionado como productor ejecutivo junto a Eva Longoria, Ben Spector, Oliver Bachert, y Christian Gockel. El 2 de febrero de 2018, se anunció que ABC había ordenado que se produjera el piloto.
El 11 de mayo de 2018, se anunció que ABC aceptó el piloto y ordenó que se realizara los episodios restantes. Además, se informó que Ramón Campos y Teresa Fernández-Valdés, productores de la serie original, se unieron a la serie como productores ejecutivos. Unos días después, se anunció que la serie se estrenaría en 2019.

### Casting
En febrero de 2018, se anunció que Roselyn Sánchez y Chris Warren se habían unido al elenco principal. En marzo de 2018, se informó que Demian Bichir, Wendy Raquel Robinson, Shalim Ortiz, Denyse Tontz, Anne Winters, Bryan Craig, Lincoln Younes, Feliz Ramirez, y Justina Adorno habían sido elegidos para papeles principales. En septiembre de 2018, se anunció que Eva Longoria había sido elegida para un papel de invitada y que Jencarlos Canela aparecería en una capacidad recurrente. El 15 de noviembre de 2018, se informó que John Marshall Jones, Richard Burgi, y Adrian Pasdar habían sido elegidos en papeles recurrentes. El 5 de diciembre de 2018, se anunció que Katey Sagal y Freddie Stroma se habían unido al reparto en una capacidad recurrente.

## Lanzamiento

### Distribución
En España, la serie estrenó el 17 de junio de 2019 en HBO. En Latinoamérica estrenó el 9 de septiembre de 2019 en Sony Channel.

## Recepción

### Críticas
En Rotten Tomatoes la serie tiene un índice de aprobación del 83%, basado en 12 reseñas, con una calificación promedio de 7.27/10. El consenso crítico del sitio dice, «Grand Hotel es una telenovela de verano vivaz, que reúne a un glamoroso grupo de talentos latinos y los deja rebotar entre ellos en deliciosos y sórdidos giros de traición». En Metacritic, tiene puntaje promedio ponderado de 60 sobre 100, basada en 9 reseñas, lo que indica «criticas mixtas».

### Audiencias
| N.º | Título                          | Fecha de emisión        | ÍA/CP (18–49) | Audiencia (millones) | DVR (18–49) | Audiencia DVR (millones) | Total (18–49) | Audiencia total (millones) |
| --- | ------------------------------- | ----------------------- | ------------- | -------------------- | ----------- | ------------------------ | ------------- | -------------------------- |
| 1   | «Pilot»                         | 17 de junio de 2019     | 0.7/3         | 3.69                 | 0.3         | 1.84                     | 1.0           | 5.53                       |
| 2   | «Smokeshow»                     | 24 de junio de 2019     | 0.6/3         | 3.16                 | 0.3         | 1.52                     | 0.9           | 4.67                       |
| 3   | «Curveball»                     | 1 de julio de 2019      | 0.6/3         | 2.96                 | 0.3         | 1.47                     | 0.9           | 4.43                       |
| 4   | «The Big Sickout»               | 8 de julio de 2019      | 0.5/3         | 2.77                 | 0.3         | 1.41                     | 0.8           | 4.18                       |
| 5   | «You've Got Blackmail»          | 15 de julio de 2019     | 0.6/3         | 2.90                 | 0.3         | 1.52                     | 0.9           | 4.42                       |
| 6   | «Love Thy Neighbor»             | 22 de julio de 2019     | 0.5/3         | 2.73                 | 0.3         | 1.41                     | 0.8           | 4.14                       |
| 7   | «Where the Sun Don't Shine»     | 29 de julio de 2019     | 0.6/3         | 2.95                 | 0.3         | 1.40                     | 0.9           | 4.35                       |
| 8   | «Long Night's Journey Into Day» | 5 de agosto de 2019     | 0.5/3         | 2.53                 | 0.3         | 1.41                     | 0.7           | 3.94                       |
| 9   | «Groom Service»                 | 12 de agosto de 2019    | 0.4/2         | 2.38                 | 0.3         | 1.44                     | 0.7           | 3.84                       |
| 10  | «Suite Little Lies»             | 19 de agosto de 2019    | 0.4/2         | 2.39                 | 0.3         | 1.41                     | 0.7           | 3.82                       |
| 11  | «Art of Darkness»               | 26 de agosto de 2019    | 0.5/3         | 2.48                 | 0.3         | 1.54                     | 0.7           | 3.97                       |
| 12  | «Dear Santiago»                 | 2 de septiembre de 2019 | 0.4/2         | 2.24                 | 0.3         | 1.45                     | 0.6           | 3.54                       |
| 13  | «A Perfect Storm»               | 9 de septiembre de 2019 | 0.4/2         | 2.17                 | 0.3         | 1.58                     | 0.7           | 3.79                       |